# Zacarias Retórico
Zacarias de Mitilene (ca. 465, Gaza - após 536), também conhecido como Zacarias Escolástico ou Zacarias Retórico, foi um bispo e historiador eclesiástico.

## Vida e obras

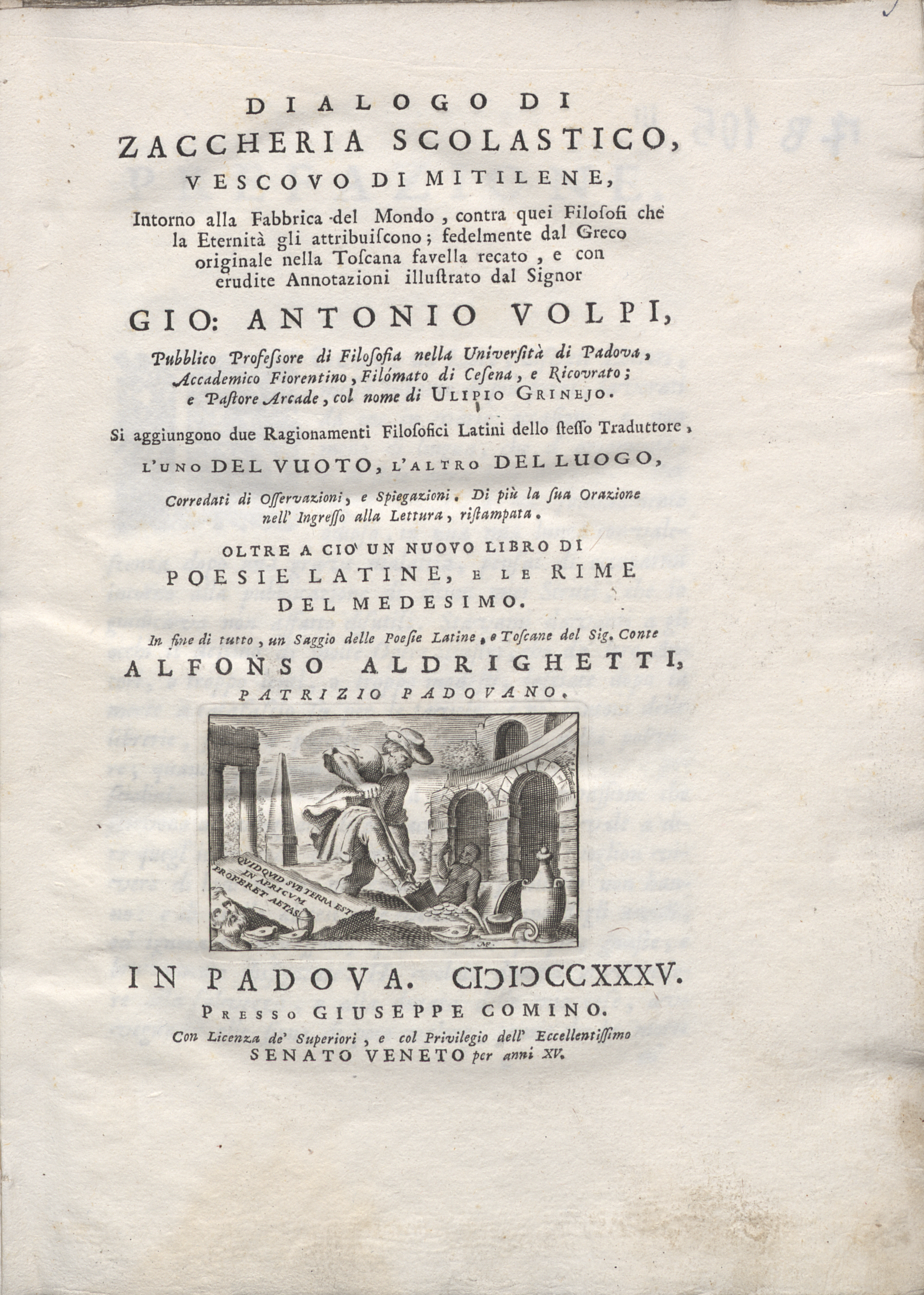
Amônio

A vida de Zacarias de Mitilene só pode ser reconstruída a partir de uns poucos relatos espalhados em fontes contemporâneas (relatos estes que por vezes são conflitantes - por exemplo, alguns autores sírios indicam Melitene em vez de Mitilene). Zacarias nasceu perto de Gaza, que tinha na época uma importante escola de retórica. Foi ali também que ele recebeu sua educação inicial. Em 458, ele viajou para Alexandria, onde estudou filosofia por dois anos. Lá, ele se envolveu no conflito entre os cristãos e os pagãos, principalmente no que ficou conhecido como "o caso de Horapolo" (vide). Foi lá também que ele encontrou Severo, que depois se tornaria um importante Patriarca de Antioquia. Zacarias foi batizado e viajou em 487 para Berito para estudar direito na academia da cidade. Ele ficou lá, levando uma vida asceta, até 491, período no qual também viajou por toda a Palestina em busca de conhecimentos religiosos. Ele finalmente se mudou para Constantinopla, onde ele trabalhou como um advogado por um longo período. 
Zacarias, que parece ter se inclinado levemente em direção ao monofisismo, parece ter, por diversas vezes, imaginado se tornar um monge. Ele aparentemente também tinha bons contatos na corte imperial, que lhe conseguiram a indicação para bispo de Mitilene (em Lesbos). Sabemos que seu sucessor ascendeu à posição em 553, determinando a terminus ante quem para sua morte. Ele estava certamente vivo em 536, pois participou de um sínodo em Constantinopla naquele ano.
Ele compôs diversas obras em grego antigo, entre as quais uma História Eclesiástica, que já estava provavelmente completa no final do século V. O documento, dedicado a Eupráxio, um dignitário, contém material histórico valioso e descreve o período de tempo entre 451 e 491. Ele foi usado por Evágrio Escolástico em sua própria obra, homônima. O original se perdeu, mas uma versão truncada e revisada, em siríaco, foi preservada quando um monge monofisista de Amida a incorporou em sua compilação de 12 volumes de histórias eclesiásticas (volumes 3 - 6). Zacarias também compôs três biografias de clérigos monofisistas que ele conheceu pessoalmente: o já mencionado Severo, Pedro, o Ibérico e o monge egípcio Isaías, o Jovem. As biografias foram preservadas em estados diferentes de conservação. Ele também escreveu diversas obras polêmicas, contra o filósofo Amônio de Hérmias e contra os maniqueístas, por exemplo.

### Edições e traduções
- Historia Ecclesiastica Zachariae Rhetori vulgo adscripta. Ed. by E.W. Brooks. Louvain 1924.
- Die sogennante Kirchengeschichte des Zacharias Rhetor. Ed. by K. Ahrends, G. Krüger. Leipzig 1899.